# Челноковка
Челноко́вка (рос. Челноковка, башк. Челноковка) — присілок у складі Альшеєвського району Башкортостану, Росія. Входить до складу Воздвиженської сільської ради.
Населення — 67 осіб (2010; 64 в 2002).
Національний склад:
- росіяни — 70 %